# Somnambulism
Somnambulism (av lat. somnus, sömn, och ambulare, att promenera) betyder att gå i sömnen.
Somnambulism (sömngång) innebär att den sovande gör saker som man normalt gör i vaket tillstånd eller utför handlingar som man helst undviker i vaket tillstånd. Människor i alla åldrar kan gå i sömnen. Det inträffar vanligen under första tredjedelen av natten när den sovande befinner sig i djupare sömn.
Somnambulism är också en äldre benämning inom parapsykologin på spontan eller genom hypnos eller animal magnetism framkallad trans. Patienten eller mediet kallades somnambul. Termerna används i äldre parapsykologisk litteratur.
Det finns inga belägg för att det skulle vara farligt att väcka en person som går i sömnen, tvärtom kan det vara farligt att inte väcka personen då denne löper större risk att skada sig i sitt sovande tillstånd. Många kan dock initialt bli mycket förvirrade om de väcks.